# فیرفیلد، شهرستان بدفورد، تنسی
فیرفیلد (به انگلیسی: Fairfield) یک منطقهٔ مسکونی در ایالات متحده آمریکا است که در شهرستان بدفورد، تنسی واقع شده‌است. فیرفیلد ۲۵۳٫۹ متر بالاتر از سطح دریا واقع شده‌است.